# Stepowe (hromada Słobożanśke)
Stepowe (ukr. Степове) – wieś na Ukrainie, w obwodzie dniepropetrowskim, w rejonie dnieprzańskim, w hromadzie Słobożanśke. W 2001 liczyła 1375 mieszkańców, spośród których 1223 wskazało jako ojczysty język ukraiński, 139 rosyjski, 3 białoruski, 6 ormiański, 1 ronski, a 3 inny.